# Cantonul Saint-Flour-Sud
Cantonul Saint-Flour-Sud este un canton din arondismentul Saint-Flour, departamentul Cantal, regiunea Auvergne, Franța.

## Comune
- Alleuze
- Cussac
- Lavastrie
- Neuvéglise
- Paulhac
- Saint-Flour (parțial, reședință)
- Sériers
- Tanavelle
- Les Ternes
- Ussel
- Valuéjols
- Villedieu